# Pustulopora parasitica
Pustulopora parasitica is een mosdiertjessoort uit de familie van de Pustuloporidae. De wetenschappelijke naam van de soort is voor het eerst geldig gepubliceerd in 1875 door George Busk.